# Dragor (Bulgarien)
Dragor (bulgariska: Драгор) är ett distrikt i Bulgarien. Det ligger i kommunen Obsjtina Pazardzjik och regionen Pazardzjik, i den centrala delen av landet, 100 km sydost om huvudstaden Sofia.
Trakten runt Dragor består till största delen av jordbruksmark. Runt Dragor är det ganska tätbefolkat, med 192 invånare per kvadratkilometer.